# Patinação artística nos Jogos Olímpicos de Inverno de 1932 - Individual feminino
A competição individual feminina da patinação artística nos Jogos Olímpicos de Inverno de 1932 foi disputado entre 15 patinadoras.

## Medalhistas
| Ouro   | NOR Sonja Henie    |
| Prata  | AUT Fritzi Burger  |
| Bronze | USA Maribel Vinson |

## Resultados
| #                 | Nome                        | PC | PL | Pos. | Pontos |
| ----------------- | --------------------------- | -- | -- | ---- | ------ |
| Medalha de ouro   | NOR Sonja Henie             | 1  | 1  | 7    | 2302.5 |
| Medalha de prata  | AUT Fritzi Burger           | 2  | 2  | 18   | 2167.1 |
| Medalha de bronze | USA Maribel Vinson          | 3  | 3  | 23   | 2158.8 |
| 4                 | CAN Constance Wilson-Samuel | 4  | 5  | 28   | 2129.5 |
| 5                 | SWE Vivi-Anne Hultén        | 5  | 4  | 29   | 2129.5 |
| 6                 | BEL Yvonne De Ligne         | 6  | 6  | 45   | 1942.5 |
| 7                 | GBR Megan Taylor            | 7  | 7  | 55   | 1911.8 |
| 8                 | GBR Cecilia Colledge        | 8  | 10 | 64   | 1851.6 |
| 9                 | GBR Mollie Phillips         | 9  | 9  | 63   | 1864.7 |
| 10                | GBR Joan Dix                | 11 | 11 | 75   | 1833.6 |
| 11                | USA Margaret Bennett        | 12 | 8  | 75   | 1826.8 |
| 12                | USA Suzanne Davis           | 10 | 14 | 83   | 1780.4 |
| 13                | CAN Elizabeth Fisher        | 13 | 12 | 82   | 1801.0 |
| 14                | USA Louise Weigel           | 14 | 13 | 92   | 1769.4 |
| 15                | CAN Mary Littlejohn         | 15 | 15 | 101  | 1711.6 |

Legenda
| Recorde mundial      | Recorde mundial (World record)               |                       | Recorde africano                      | Recorde africano (African) |                                           | Q | Classificado por posição (Qualified) |
| Recorde olímpico     | Recorde olímpico (Olympic record)            | Recorde da América    | Recorde da América (Americas)         | q                          | Classificado por melhor tempo (Qualified) |   |                                      |
| Melhor marca do ano  | Melhor marca do ano (World leading)          | Recorde asiático      | Recorde asiático (Asian)              | DNS                        | Não largou (Did not start)                |   |                                      |
| Recorde nacional     | Recorde nacional (National record)           | Recorde europeu       | Recorde europeu (European)            | DNF                        | Não terminou (Did not finish)             |   |                                      |
| Recorde pessoal      | Recorde pessoal do atleta (Personal best)    | Recorde da Oceania    | Recorde da Oceania (Oceania)          | DSQ / DQ                   | Desclassificado (Disqualified)            |   |                                      |
| Recorde da temporada | Recorde da temporada do atleta (Season best) | Recorde sul-americano | Recorde sul-americano (South America) | NM                         | Sem marca (No mark)                       |   |                                      |